# Mixogaster delongi
Mixogaster delongi är en tvåvingeart som beskrevs av Johnson 1926. Mixogaster delongi ingår i släktet Mixogaster och familjen blomflugor.
Artens utbredningsområde är Florida. Inga underarter finns listade i Catalogue of Life.